# Stefan Bell
Stefan Bell (ur. 24 sierpnia 1991 w Andernach) – niemiecki piłkarz grający na pozycji obrońcy. Od 2010 roku zawodnik 1. FSV Mainz 05.

## Życiorys
Jest wychowankiem 1. FSV Mainz 05. W czasach juniorskich trenował także w JSG Rieden/Wehr/Volkesfeld i TuS Mayen. W 2010 roku dołączył do seniorskiego zespołu Mainz. Od 14 sierpnia 2010 do 30 czerwca 2011 przebywał na wypożyczeniu w drugoligowym TSV 1860 Monachium. 1 lipca 2011 został wypożyczony na pół roku do Eintrachtu Frankfurt. W Bundeslidze zadebiutował w barwach Mainz – miało to miejsce 1 grudnia 2012 w wygranym 2:1 meczu z Hannoverem 96. Do gry wszedł w 92. minucie, zastępując Nicolaia Müllera.